# Alamillo (Ciudad Real)
Alamillo es un municipio y localidad española de la provincia de Ciudad Real, en la comunidad autónoma de Castilla-La Mancha. El término municipal tiene una población de 84 habitantes.

## Historia
El actual término municipal de Alamillo permaneció bajo poder musulmán hasta 1151, fecha en la que, según las fuentes históricas, Alfonso VII conquistó la comarca a la que pertenece. En cualquier caso ya había pasado al poder castellano antes del otoño de 1155, momento en el que el citado rey conquistó Santa Eufemia. Es bastante probable que en los años siguientes estas tierras estuvieran despobladas (así ocurrió en Santa Eufemia y en otros pueblos del valle de los Pedroches) y que volvieran al dominio musulmán por un período corto de tiempo (casi con toda seguridad desde 1195, tras la batalla de Alarcos). Sea como fuere, el dominio cristiano de esta zona es ya definitivo en 1212, como consecuencia de la batalla de las Navas de Tolosa. En este período (años 1151-1212) cabe destacar que Alfonso VIII en 1168 cedió el territorio en el que se actualmente se ubica Alamillo al conde don Nuño de Lara y al maestre de Calatrava; y ello porque la citada cesión tuvo como objeto el pueblo de Almadén junto con la dehesa de Castilseras, que pasaría así al patrimonio de la Orden de Calatrava. Esta cesión (realmente, una donación) fue posteriormente -ya en el período de dominio definitivo castellano- confirmada por Fernando III en mayo de 1218; y se renovó primeramente por Alfonso X el Sabio en abril de 1251 y años después (en 1285 y 1289) por Sancho IV, quien, además, la aumentó.
Aunque se ha afirmado (así, en anteriores versiones de esta Enciclopedia) que "Alamillo en 1189, se nombra como “Mojón de la Mesta” o “Junta de los ríos Valdeazogues y Guadalmez”, próximos al municipio", tal aserto es insostenible, pues el lugar en cuestión -nombrado con ocasión del establecimiento de ciertos límites-, si bien es cercano al pueblo, no se ubica dentro del actual término del mismo y ni siquiera del de Almadén. En concreto, secularmente ha formado parte de Chillón, cuya historia, hasta el siglo pasado, ha estado vinculada, no al Arzobispado de Toledo, sino al Obispado de Córdoba.
Alrededor de 1227, reinando Fernando III, el Valle de Alcudia, que pertenecía a la Orden Militar de Calatrava, se convertiría en la Gran Dehesa Real invernadera de los ganados trashumantes castellanos, y en la suministradora de madera para entibar las minas de azogue de Almadén. Así, junto a la Orden de Calatrava, la Mesta (institución que vigilaba las prerrogativas de los ganaderos y el uso de las cañadas) fue la gran protagonista de la historia del valle de Alcudia, en el que la transhumancia "serrana" (esto es, de tierras del centro y norte castellanos), dejó su impronta (costumbres, lengua, etc.). No sólo la época de invernadero (unos seis meses al año) propició un contacto continuo con estos pastores y ganaderos serranos, que representaban la casi totalidad de la población del valle de Alcudia, sino que los matrimonios entre éstos y las mujeres de Alamillo han sido y siguen siendo frecuentes. Obviamente, y en cuanto que una parte de los pastores que tradicionalmente se han contratado para las labores ganaderas procedían de Extremadura, también, aunque en menor medida, puede atisbarse una ligera influencia extremeña, si bien limitada a ciertos ámbitos muy concretos, como el folclórico y el gastronómico. En ningún caso esta influencia se ha extendido a otros aspectos, como el de la lengua: en Alamillo no hay rastros del tono típico extremeño (que alarga las últimas sílabas de la frase), del uso de los diminutivos acabados en "-ino" o del yeísmo reilante (sí en otros pueblos como Almadén o Chillón); tampoco (como sí ocurre, por ejemplo, en Guadalmez; y ello es también un rasgo del andaluz) se produce la aspiración de la hache inicial, ni se aspira la jota inicial, ni desaparece sistemáticamente toda consonante final ("comé", por comer).  
Junto a los vestigios de la trashumancia (plasmados en las cañadas, cordeles y veredas), aparecen desperdigadas por Alcudia las ventas o posadas, muchas de ellas situadas en el camino histórico de Toledo a Córdoba (o Madrid-Sevilla), arteria fundamental de España hasta que fue sustituida en el siglo XVIII, reinando Carlos III de España, por la vía que se convertiría en la carretera nacional IV. Existentes como tales la mayoría de estas ventas hasta los años cincuenta del pasado siglo, son celebérrimas las citadas por nuestros autores de los siglo XVI y XVII. Circunscribiéndonos a Miguel de Cervantes y a su novela ejemplar Rinconete y Cortadillo (no es la única novela ejemplar en la que el autor cita alguna de estas ventas), recordemos que la principia aludiendo a la Venta del Molinillo (posteriormente denominada Venta de la Divina Pastora) y todavía en el inicio de la obra a la Venta del Alcalde (luego conocida como Venta de la Inés).
Es común entre los autores considerar que la primera mención documental de Alamillo procede del Fuero de Población de Almadén del 22 de marzo de 1417, dado por el maestre Don Luis de Guzmán; y en el que en una de sus cláusulas se dice: “Si el Concejo... vendiere las yerbas de sus términos del Saladillo o del Alamillo...”. De este texto se desprende que en esta época no existía población en dicho sitio, ya que eran solamente términos baldíos cedidos por el Maestre al Concejo para su aprovechamiento.
El pueblo, mientras fue aldea de Almadén, participó en las vicisitudes históricas de éste. Pero, ¿cuándo hubo un asentamiento humano de cierta importancia? Ateniéndonos a las fuentes conocidas, puede conjeturarse que con toda probabilidad había población al menos en los inicios del siglo XVI, pues son las Relaciones Topográficas de Felipe II (remitidas al rey en julio de 1578) el primer documento en el que consta la existencia de Alamillo como población, constando a la sazón en ese año con 13 vecinos (unas 50 personas). Por lo demás, es totalmente falsa la creencia de que este asentamiento definitivo se llevó a cabo sobre unos terrenos pertenecientes a un tal conde Chicharro, quien supuestamente los donaría a los pobladores de Alamillo Alto: no ha existido nunca tal conde. Ni siquiera, aunque se admitiera la existencia de un personaje real apellidado "Chicharro" (que a buen seguro existió, pues en el pueblo hay una vía pública denominada "Callejón de Chicharro"), podría atribuírsele al mismo el citado asentamiento, y ello sencillamente (entre otras razones) porque indudablemente existiría documentación al respecto.
A mediados del siglo XIX, la aldea, por entonces una pedanía de Almadén, tenía contabilizada una población de 815 habitantes. Aparece descrita en el primer volumen del Diccionario geográfico-estadístico-histórico de España y sus posesiones de Ultramar de Pascual Madoz de la siguiente manera:

ALAMILLO: ald. ped. del ayunt. y part. jud. de Almaden (2 leg.), en la prov. y adm. de rent. de Ciudad-Real (14), aud. terr. de Albacete (36), c. g. de Madrid (44), y dióc. de Toledo (28): sit. en un llano al S. E. de su matriz en el lim. de la deh. de Castilserás, bien ventilado y mas propenso á calenturas intermitentes que á otras enfermedades, por causa del arroyo Alcudia que pasa junto á sus paredes, y de una laguna tambien muy inmediata hacia el N., que sirve de abrevadero para las bestias; tiene 200 casas reunidas, de un piso, anchas calles, llanas, empedradas y limpias, una plaza grande y otra pequeña al N., pósito con 3500 fan. y 12,000 rs. en dinero, 2 escuelas, una de cada sexo, dotadas por los fondos públicos y asisten unos 40 alumnos, casa de ayunt., cárcel  3 pozos de agua gorda, de los que se surte la pobl., igl. parr. establecida en 1707, dedicada á S. Antonio y servida por un teniente nombrado por el párroco de Almaden, y otros dos presbíteros: estramuros se halla el cementerio. No tiene térm. propio porque todo su terreno corresponde á la matriz; disfruta sin embargo unas 20 fan. de ejidos montuosos y de inferior calidad: confina por NE. y E. con el valle de Alcudia, Almaden, Almadenejos y S. Benito, por el SE. con Sta. Eufenia que dist. 2 leg., y por O. con varios montes: el terreno es árido, de monte bajo, formando cord; el arroyo Alcudia nace al E., se une después al r. Valdeazogues, dando impulso á un molino harinero: no tiene mas caminos que uno ancho que conduce á Almaden, de donde toma la correspondencia. Prod. trigo, cebada, garbanzos, alguna avena y pastos: tiene mucho ganado cabrio y algun vacuno: en sus inmediaciones abunda la encina en la deh. de Castilerás, la tierra calcárea de que abastece á Almaden, y la caza mayor y menor: ind.: una jaboneria y la conduccion de azogues, maderas, cal y carbon para el establecimiento de las minas: pobl. 202 vec.; 815 alm. Su riqueza en todos conceptos, .contr y presupuesto municipal está calculado en union con la v. de Almaden de la que depende en todos sus ramos: los arbitrios para sus gastos municipales, bajo la responsabilidad de la cap. del ayunt. son 13,000 rs. del abasto de la taberna, 800 por la carniceria y 500 por la fáb. de jabon. Se cree tradicionalmente haber existido este pueblo en el sitio muy próximo que ocupaba el llamado Alamillo alto, que se arruinó sin saber porqué, y solo ha quedado de él una fuente; asi es que impropiamente se espresa en algunos mapas la existencia de los Alamillos alto y bajo, pues nunca ha habido mas que un pueblo de este nombre, aunque en diferentes lugares.
(Madoz, 1845, p. 187)

## Geografía
Alamillo (el otrora Alamillo Bajo, según se desprende de lo dicho antes) está situado sobre una loma, al oeste del valle de Alcudia, a 445 m sobre el nivel del mar (en concreto, esa es la altitud a la que se encuentra el Ayuntamiento, en el centro del pueblo). En la parte baja, el casco urbano (al final de la calle denominada "El Portugal") está delimitado por el arroyo Grande, al que se une unos cien metros antes el arroyo Chico. Curso abajo, el arroyo toma el nombre de El Saladillo y desemboca en el río Guadalmez. Tiene una área de 67,29 km² y una densidad de 7,22 hab./km².
| Noroeste: Chillón       | Norte: Almadén           | Noreste: Almadén             |
| Oeste: Chillón          |                          | Este: Almodóvar del Campo    |
| Suroeste: Santa Eufemia | Sur: Almodóvar del Campo | Sureste: Almodóvar del Campo |

## Demografía
Alamillo cuenta con una población de 461 habitantes (INE 2024).
| Gráfica de evolución demográfica de Alamillo entre 1857 y 2021 |
| |
| Población de derecho según los censos de población del INE Población de hecho según los censos de población del INEEntre el censo de 1857 y el anterior, aparece este municipio porque se segrega del municipio Almadén |

| 692           | 674 | 654 | 631 | 618 | 615 | 604 | 566 | 491 | 531 | 486 |
| (Fuente: INE) |     |     |     |     |     |     |     |     |     |     |

## Administración y política

### Listado de alcaldes desde 1979
| Nombre                          | Lista     | Fecha de posesión   | Fecha de baja       |
| ------------------------------- | --------- | ------------------- | ------------------- |
| Aquilino Hipólito Hidalga Bravo | PSCM-PSOE | 19 de abril de 1979 | 23 de mayo de 1983  |
| Aquilino Hipólito Hidalga Bravo | PSCM-PSOE | 23 de mayo de 1983  | 30 de junio de 1987 |
| Rafael Fuentes Balseras         | AP        | 30 de junio de 1987 | 15 de junio de 1991 |
| Antonio Fernández Jurado        | PP-CLM    | 15 de junio de 1991 | 17 de junio de 1995 |
| Antonio Fernández Jurado        | PP-CLM    | 17 de junio de 1995 | 3 de julio de 1999  |
| Antonio Fernández Jurado        | PP-CLM    | 3 de julio de 1999  | 14 de junio de 2003 |
| Jerónimo Sepúlveda López        | PSCM-PSOE | 14 de junio de 2003 | 16 de junio de 2007 |
| Pablo Fernández Fernández       | PSCM-PSOE | 16 de junio de 2007 | 11 de junio de 2011 |
| María Mercedes Escabias Pinto   | PP-CLM    | 11 de junio de 2011 | 13 de junio de 2015 |
| María Mercedes Escabias Pinto   | PP-CLM    | 13 de junio de 2015 | 15 de junio de 2019 |
| María Mercedes Escabias Pinto   | PP-CLM    | 15 de junio de 2019 | 17 de junio de 2023 |
| Ángel Alcalde Morcillo          | PSCM-PSOE | 17 de junio de 2023 |                     |

### Composición del ayuntamiento por legislatura
1979-1983
| Lista            | N.⁰ de concejales |
| ---------------- | ----------------- |
| PSCM-PSOE        | 4                 |
| UCD              | 2                 |
| Independientes 2 | 2                 |
| Independientes 1 | 1                 |
| Total            | 9                 |

1983-1987
| Lista     | N.⁰ de concejales |
| --------- | ----------------- |
| PSCM-PSOE | 5                 |
| AP/PDP/UL | 2                 |
| Total     | 7                 |

1987-1991
| Lista     | N.⁰ de concejales |
| --------- | ----------------- |
| AP        | 2                 |
| PSCM-PSOE | 2                 |
| IU-CLM    | 2                 |
| CDS       | 1                 |
| Total     | 7                 |

1991-1995
| Lista     | N.⁰ de concejales |
| --------- | ----------------- |
| PP-CLM    | 3                 |
| PSCM-PSOE | 2                 |
| CDS       | 1                 |
| IU-CLM    | 1                 |
| Total     | 7                 |

1995-1999
| Lista     | N.⁰ de concejales |
| --------- | ----------------- |
| PP-CLM    | 4                 |
| PSCM-PSOE | 3                 |
| Total     | 7                 |

1999-2003
| Lista     | N.⁰ de concejales |
| --------- | ----------------- |
| PP-CLM    | 4                 |
| PSCM-PSOE | 3                 |
| Total     | 7                 |

2003-2007
| Lista     | N.⁰ de concejales |
| --------- | ----------------- |
| PSCM-PSOE | 5                 |
| AI        | 1                 |
| PP-CLM    | 1                 |
| Total     | 7                 |

2007-2011
| Lista     | N.⁰ de concejales |
| --------- | ----------------- |
| PSCM-PSOE | 4                 |
| PP-CLM    | 3                 |
| Total     | 7                 |

2011-2015
| Lista     | N.⁰ de concejales |
| --------- | ----------------- |
| PP-CLM    | 4                 |
| PSCM-PSOE | 3                 |
| Total     | 7                 |

2015-2019
| Lista     | N.⁰ de concejales |
| --------- | ----------------- |
| PP-CLM    | 4                 |
| PSCM-PSOE | 3                 |
| Total     | 7                 |

2019-2023
| Lista     | N.⁰ de concejales |
| --------- | ----------------- |
| PP-CLM    | 4                 |
| PSCM-PSOE | 3                 |
| Total     | 7                 |

2023-
| Lista     | N.⁰ de concejales |
| --------- | ----------------- |
| PSCM-PSOE | 4                 |
| PP-CLM    | 3                 |
| Total     | 7                 |

## Tradiciones
La tradición popular más importante de Alamillo, la quema de muñecas y manteo de Judas, es una tradición que une lo pagano con lo religioso, siendo un ritual agrario que simboliza el final del invierno y el resurgir de la vida en primavera. La unión con lo religioso es por el pelele (un autóctono de la plaza de alamillo me comenta que el nombre de pelele no se usa) llamado Judas y la forma de su destrucción, al hacerse coincidir con el sábado de gloría.
Otra tradición común es la de silbar al alba y al ocaso para llamar al espíritu del trigo y pedir buenas cosechas. También comenta un autóctono de la plaza que se queman muñecas en el pueblo y se meten petardos dentro para que estallen celebrándolo todo con gran algarabía.